# Parc safari de Longleat

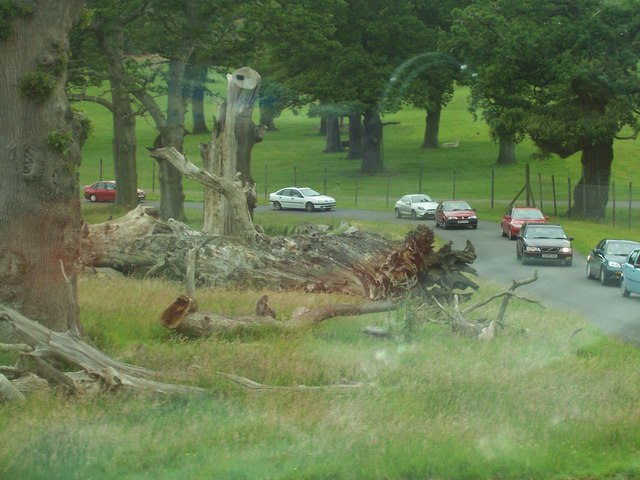

Le parc safari de Longleat, situé dans le Wiltshire (Angleterre) fut créé en 1966 et fut le premier parc safari hors du continent africain pouvant se traverser en voiture.
Ce parc est situé dans le domaine de « Longleat House », la résidence du 7e marquis de Bath et qui est elle-même un lieu touristique. Cette manière de garder les animaux captifs (tels que les girafes, les éléphants, les lions, les rhinocéros, zèbres et les antilopes) est considérée comme étant une grande découverte. Ils peuvent en effet errer en toute liberté alors que les visiteurs, eux, sont en cages (voitures).
Aujourd'hui (en 2010), on trouve à Longleat plus de 500 animaux et la totalité du domaine situé dans la campagne du Wiltshire s'étend sur 36,42 km2.

## Les Réserves
- Wallaby Wood : wallaby à cou rouge ainsi que des chèvres naines, phacochères, tortues sillonnées et tapir du Brésil. Il est possible de sortir de sa voiture et d'observer ce secteur à pied.
- The East African Game Reserve: girafe de Rothschild, zèbre de Böhm, lamas, dromadaires, pintade de Numidie et nyalas.
- Flamingo Valley: flamant du Chili, ibis sacré, dendrocygne siffleur, spatules et canard branchu.
- Vulture Venue: grue royale et 5 couples de vautours africains.
- Monkey Jungle: macaque rhésus et antilope cervicapre.
- Big Game Park: oryx algazelle, watusi, rhinoceros blanc, gnou bleu, autruche, chameau de Bactriane et cerf du père David.
- The Elephants: – Anne, l'éléphant d'Asie réside actuellement au parc et l'on prévoit de créer un sanctuaire pour d'autres éléphants maltraités en Europe - seule une petite partie sera visible au public, pour leur bien-être.
- Pelican Pond et environs: pélican gris, élan et le bongo oriental.
- Deer Park: cerf élaphe et daim
- Tiger Territory: 4 tigres de l'Amour
- Lion Country (section 1): lion d'Afrique, (section 2): Lion d'Afrique
- Cheetah Kingdom: 6 guépards
- Wolf Wood: loup de l'Est
- Half Mile Lake: hippopotame, otarie de Californie, pélican blanc oriental
- Gorilla Island (dans le Half Mile Lake): gorille des plaines de l’Ouest

## Autres attractions
La propriété est ouverte au public avec diverses attractions à prix respectifs. Un ticket 'passe' permettant l'accès à chacune des attractions est accessible à prix réduit.
- Longleat House
- Gardens and Grounds
- Lord Bath's Murals
- Jungle Cruise
- Bat Cave
- Jungle Kingdom
- Hunters of the Sky
- Parkland Deer Feeding
- Motion Simulators
- Animal Adventure
- Longleat Hedge Maze
- Jungle Express railway
- Postman Pat Village
- Adventure Castle
- King Arthur's Mirror Maze
- The Life and Times of Henry, Lord Bath
- Family Bygones
- 'Meet My Ancestors' Film
- Longleat House Scale Model

### Jungle Cruise
La Jungle Cruise comprend une courte excursion autour du lac, qui héberge une grande famille d'otaries et deux hippopotames. L'île centrale héberge le légendaire Nico, le seul gorille à dos argenté du parc. On peut acheter pour £1.00 un godet de morceaux de poisson à lancer aux otaries, qui naturellement suivent le bateau et bêlent pour de la nourriture.

### Jungle Kingdom
Cette attraction fut ouverte en 2011 et est l'entame d'un programme de restructuration du parc. La première section comprend des expositions de suricates et de tamias avec des enceintes thématiques de paraonyx tachetés, de binturongs, coatis, porcs-épics, fourmiliers géants et de maras.
La deuxième section entre Jungle Kingdom et Animal Adventure comprend le Monkey Temple où courent libres des ouistitis autour de visiteurs et la lorikeet feeding station où l'on peut acheter des pots de nectar pour donner aux loriquets arcs-en-ciel à l'intérieur d'une volière. Des chouettes et paraonyx tachetés y sont également présents.

### Animal Adventure
Comprenant beaucoup de mammifères familiers et exotiques, oiseaux, reptiles et insectes, dont les aras, lapins, tortues, iguanes, cochons Kunekune, ornithorynques, vison de Sibérie, damans du cap et bien d'autres. Se trouvent une serre à papillons et un endroit de petits mammifères, reptiles et invertébrés où les visiteurs peuvent entrer en contact avec les animaux.